# David Kopp
David Kopp (ur. 5 stycznia 1979 w Bonn) – niemiecki kolarz szosowy startujący wśród zawodowców od 2001 roku. 

## Najważniejsze zwycięstwa i sukcesy
- 2001
  - etap w Circuito Montañés
- 2005
  - 1. Rund um Köln
  - etap w Bayern Rundfahrt
- 2006
  - 1. Trofeo Calvia
  - etap w Eneco Tour
  - 2. Gandawa-Wevelgem
  - 2. Rund um Köln
- 2007
  - etap w Tour de Pologne
- 2008
  - 2. E3 Prijs Vlaanderen